# Ада рудохвостий
А́да рудохвостий (Knipolegus poecilurus) — вид горобцеподібних птахів родини тиранових (Tyrannidae). Мешкає в Південній Америці.

## Підвиди
Виділяють п'ять підвидів:
- K. p. poecilurus (Sclater, PL, 1862) — Колумбія, північно-західна Венесуела;
- K. p. venezuelanus (Hellmayr, 1927) — північна і західна Венесуела;
- K. p. paraquensis Phelps & Phelps Jr, 1949 — південна Венесуела;
- K. p. salvini (Sclater, PL, 1888) — південно-східна Венесуела, північна Бразилія, західна Гаяна;
- K. p. peruanus (Berlepsch & Stolzmann, 1896) — від східного Еквадору до центральної Болівії.

## Поширення і екологія
Рудохвості ади мешкають в Андах і тепуях. Вони живуть в гірських тропічних лісах, високогірних заростях і луках. Трапляються на висоті від 650 до 3100 м над рівнем моря.